# Oldemarkt
Oldemarkt (Stellingwerfs: Oldemaark) is een kleine dorpskern in de gemeente Steenwijkerland in de provincie Overijssel. 
Tot 1973 was Oldemarkt een zelfstandige gemeente maar in dat jaar werd het met de gemeenten Kuinre en Blankenham samengevoegd tot de nieuwe gemeente IJsselham. Het toenmalige gemeentehuis stond in Oldemarkt.

## Geschiedenis
In een oorkonde van 26 maart 1336 verleent bisschop Jan van Diest aan de eigenerfden van Paasloo en Dodovene (Oldemarkt) toestemming zich kerkelijk af te scheiden van Steenwijk, op voorwaarde dat zij bleven bijdragen in de onderhoudskosten van de kerk van Steenwijk. Ieder huis moest een hoen aan de moederkerk leveren. Die verplichting gold zowel voor de 'geërfden' als voor de 'koters' die in Paasloo en 'an der Market ende op de Hair' woonden.
Honderd jaar later, op 10 juni 1438, verleende bisschop Rudolf van Diepholt aan 'de parochianen van Paesloe' het recht tot instelling van een zelfstandig schoutambt en het recht twee jaarmarkten en een weekmarkt te houden 'in de Oldemarck'. De eerste jaarmarkt zou zijn op Sint-Lambertusdag, en is als Lambertusmarkt terug te vinden in de door bisschop Rudolf van Diepholt verleende toestemming. (uit: De Geschiedenis van de Gemeente Oldemarkt door H. Kooy, ambtenaar ter secretarie, 1910)
Handel, verkeer en bedrijvigheid zorgden voor bloei van Oldemarkt, met name de botermarkt en de biggenmarkt.
Elk jaar wordt op Hemelvaartsdag in Oldemarkt nog de zogenaamde Lambertusmarkt gehouden. De markt is het overblijfsel van de belangrijke boter- en veemarkten die tot rond 1900 in Oldemarkt werden gehouden.

## Openbaar vervoer
Op werkdagen is er een busverbinding richting Zwartsluis enerzijds en Marknesse anderzijds.

## Geboren in Oldemarkt
- Hendrikus Nicolaas Osse (1834-1900), burgemeester van Weerselo en Raalte
- Joop Reuver (1928-2022), burgemeester
- André van Buiten (1963), zwemmer en meervoudig paralympisch kampioen

## Galerij

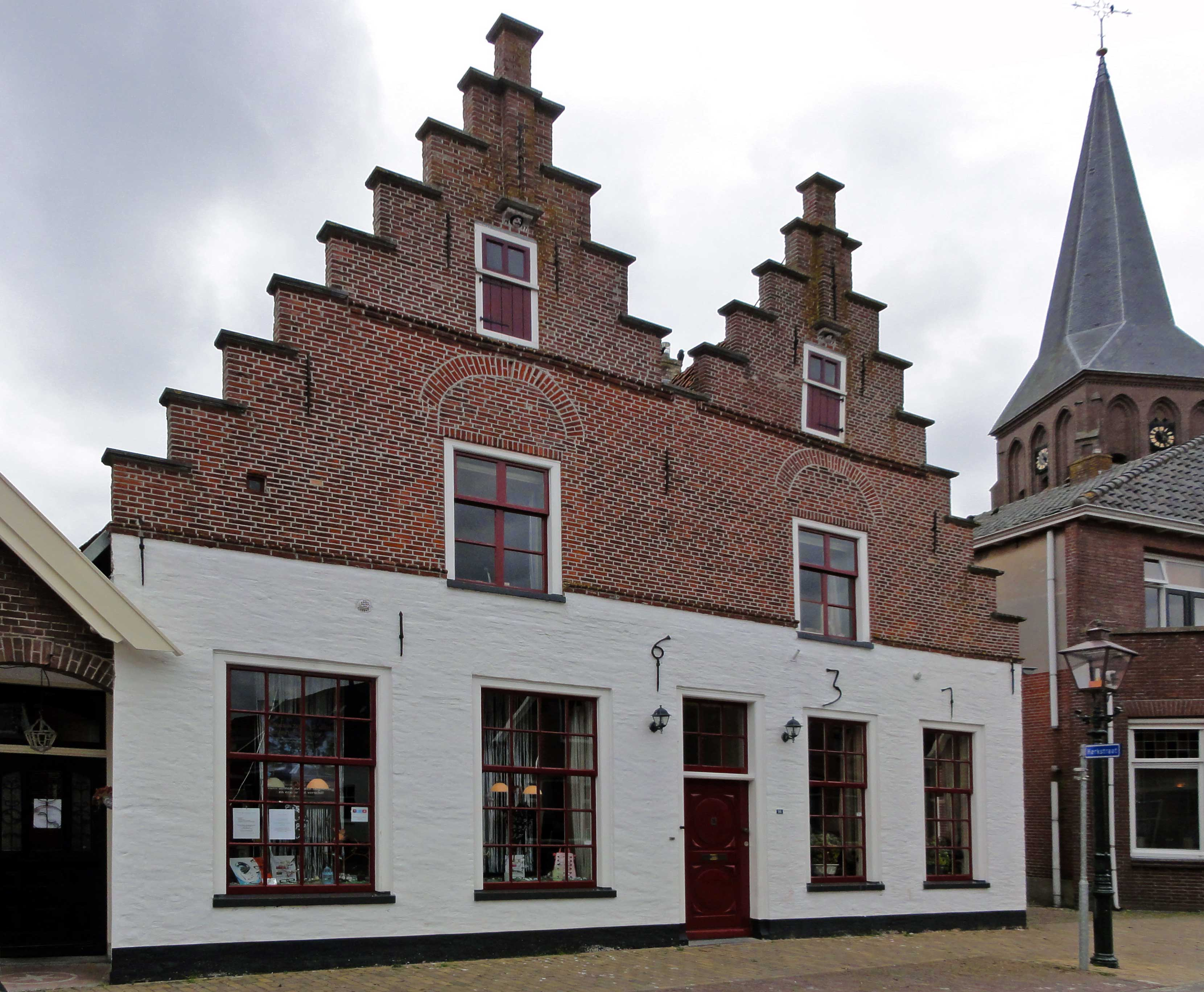
Hoofdstraat 96, rijksmonument
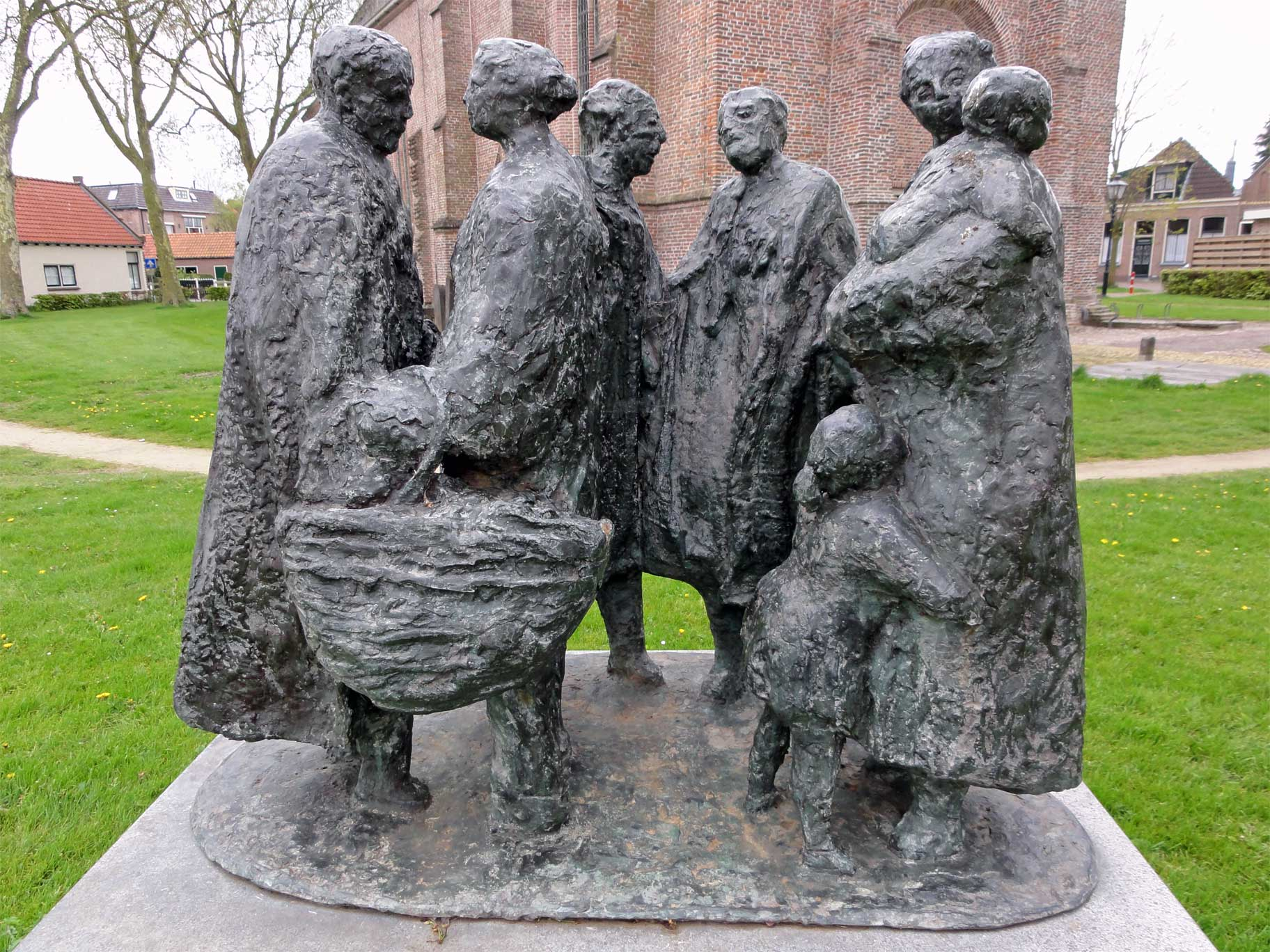
De botterkopers door Carla Wiersma